# Île de l'Éléphant
Ne doit pas être confondu avec Île Éléphantine ou Île d'Éléphanta.
Pour les articles homonymes, voir Éléphant (homonymie).
L’île de l’Éléphant est une île montagneuse située au nord-ouest de l'Antarctique. Elle fait partie de l’archipel des îles Shetland du Sud. Sa position géographique est 61° 08′ S, 55° 07′ O, à 1 300 km au sud-ouest de la Géorgie du Sud.

## Histoire
L'île a été découverte en février 1820 par Edward Bransfield, de la marine britannique, et cartographiée en janvier 1821 par la première expédition russe en Antarctique menée par Fabian Gottlieb von Bellingshausen et Mikhail Lazarev Ces explorateurs l'ont nommée l'île Mordvinov, en l'honneur de l'amiral Mordvinov de la marine impériale russe.
Elle tient son nom actuel (Elephant Island) de la grande colonie d’éléphants de mer qui la peuplaient lorsqu’elle fut nommée pour la première fois en 1821 par le chasseur de baleine et explorateur britannique George Powell. Revendiquée par le Royaume-Uni, elle l'est aussi par le Chili et l’Argentine qui la nomment Isla Elefante. Par manque de mouillage facile d'accès, l'île n'a jamais été colonisée par l'homme. Sir Ernest Shackleton y trouva néanmoins refuge en 1916 avec ses hommes lors de sa tentative de traversée de l'Antarctique (une épopée racontée dans son récit L'Odyssée de l'Endurance).
L'épave d'un voilier, découverte dans une crique au sud-ouest de l'île, pourrait être celle du SS Hampson ou du Charles Shearer. Le lieu a été désigné comme site historique de l'Antarctique.

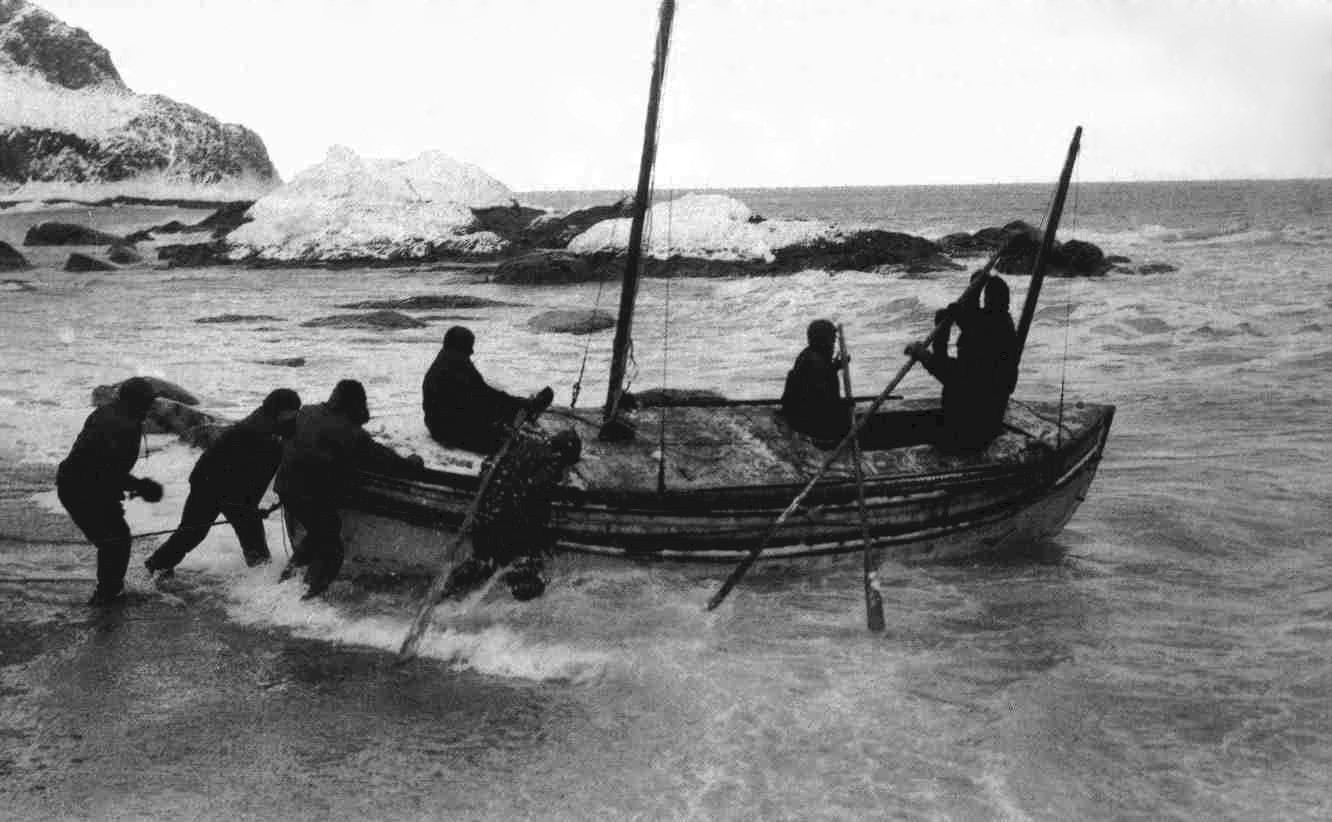
Expédition Endurance
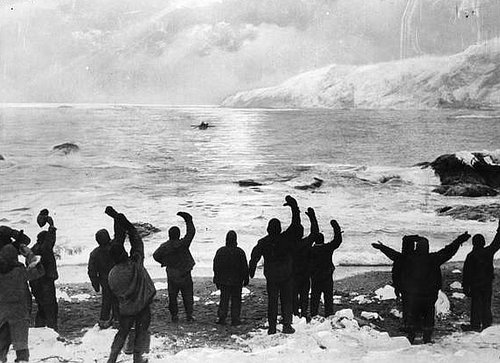
Expédition Endurance
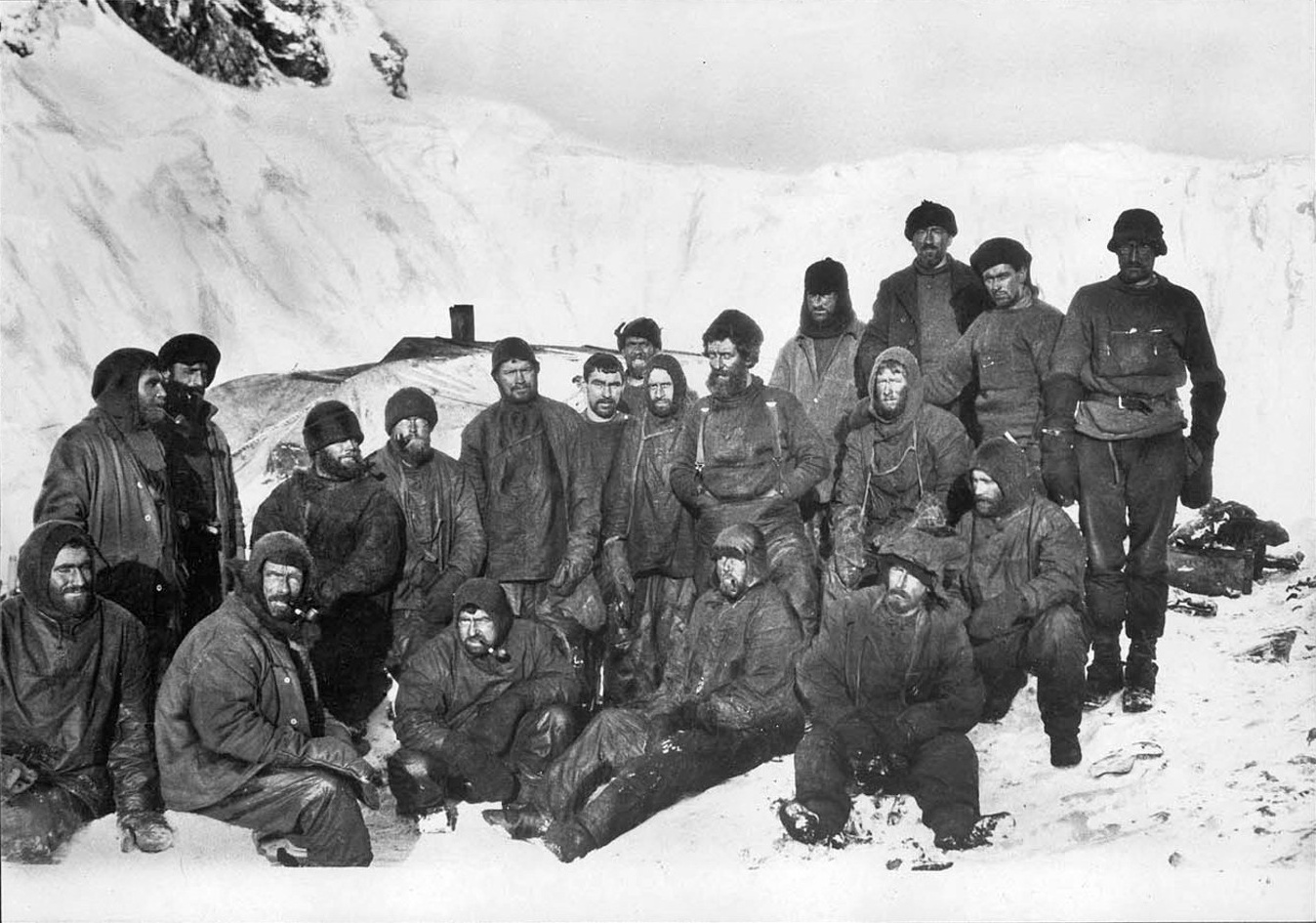
Expédition Endurance
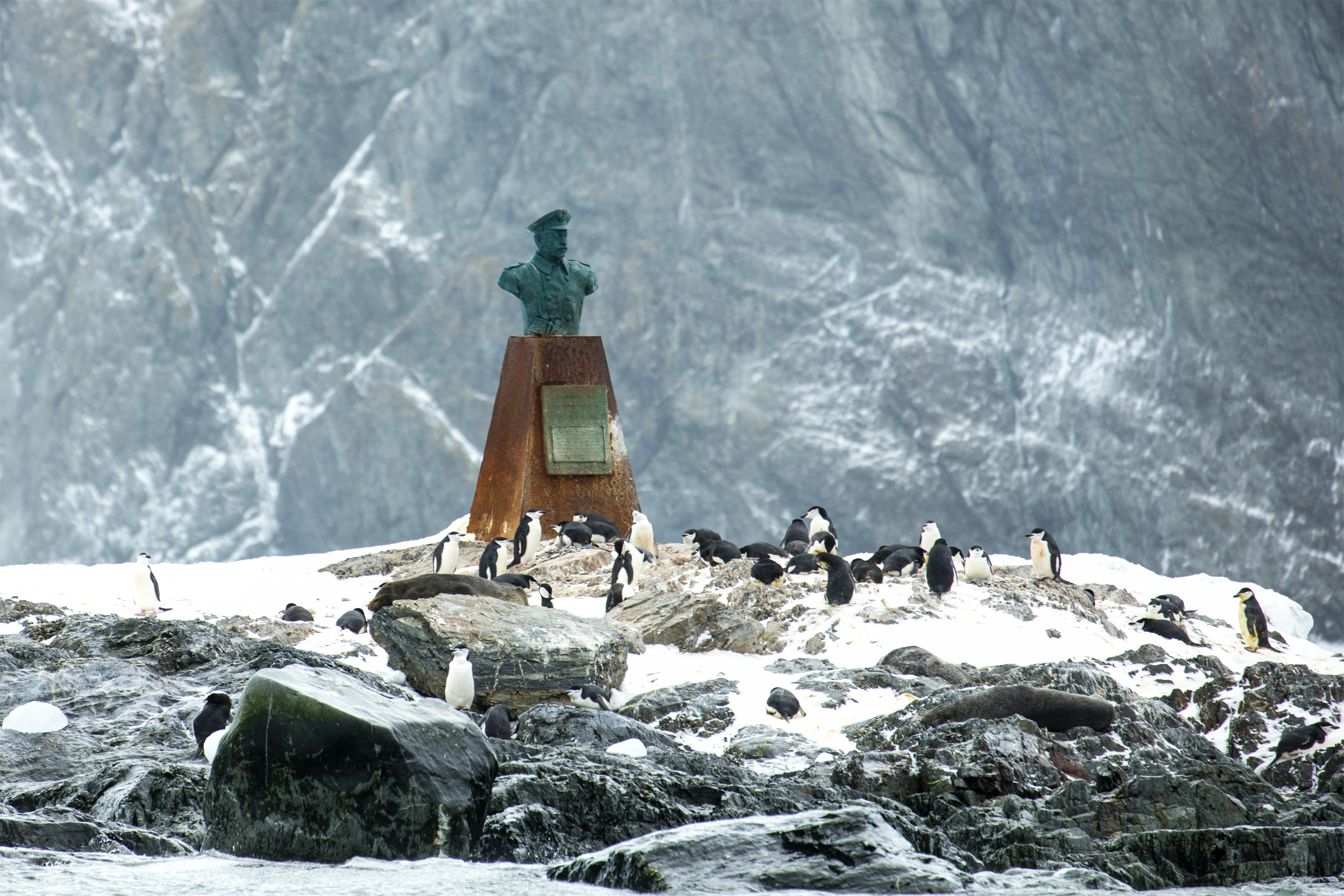
Buste de Luis Pardo, capitaine du navire chilien venu récupérer les membres de l'expédition

## Géographie
L'île est bordée par l'océan Austral (passage de Drake et mer de Weddell). À sa partie occidentale massive, s'oppose la partie orientale allongée (crête Pardo). L'île est composée de phyllites vertes et bleues, de schistes bleus et de schistes verts le long de la côte et sur les crêtes.
Couverte en permanence de glace, l'île mesure environ 10 km de long pour 2 km de large. La crête Pardo (en) s'élève à 850 m et le mont Pendragon (en) atteint 975 m. En raison du climat très rude, la faune et la flore y sont quasi inexistantes, mis à part quelques colonies de manchots papou et de phoques. Des manchots à jugulaire y nichent aussi.

## Bases antarctiques
Deux bases brésiliennes : le refuge ingénieur Wiltgen (en) et le refuge Emílio Goeldi (en), ont été installées dans les années 1980 près la pointe Stincker. La première a été démantelée durant l'été austral 1997/1998.

## Iconographie

Carte de l’île.
Carte des îles Shetland du Sud, avec l'île de l'Éléphant au nord-est.
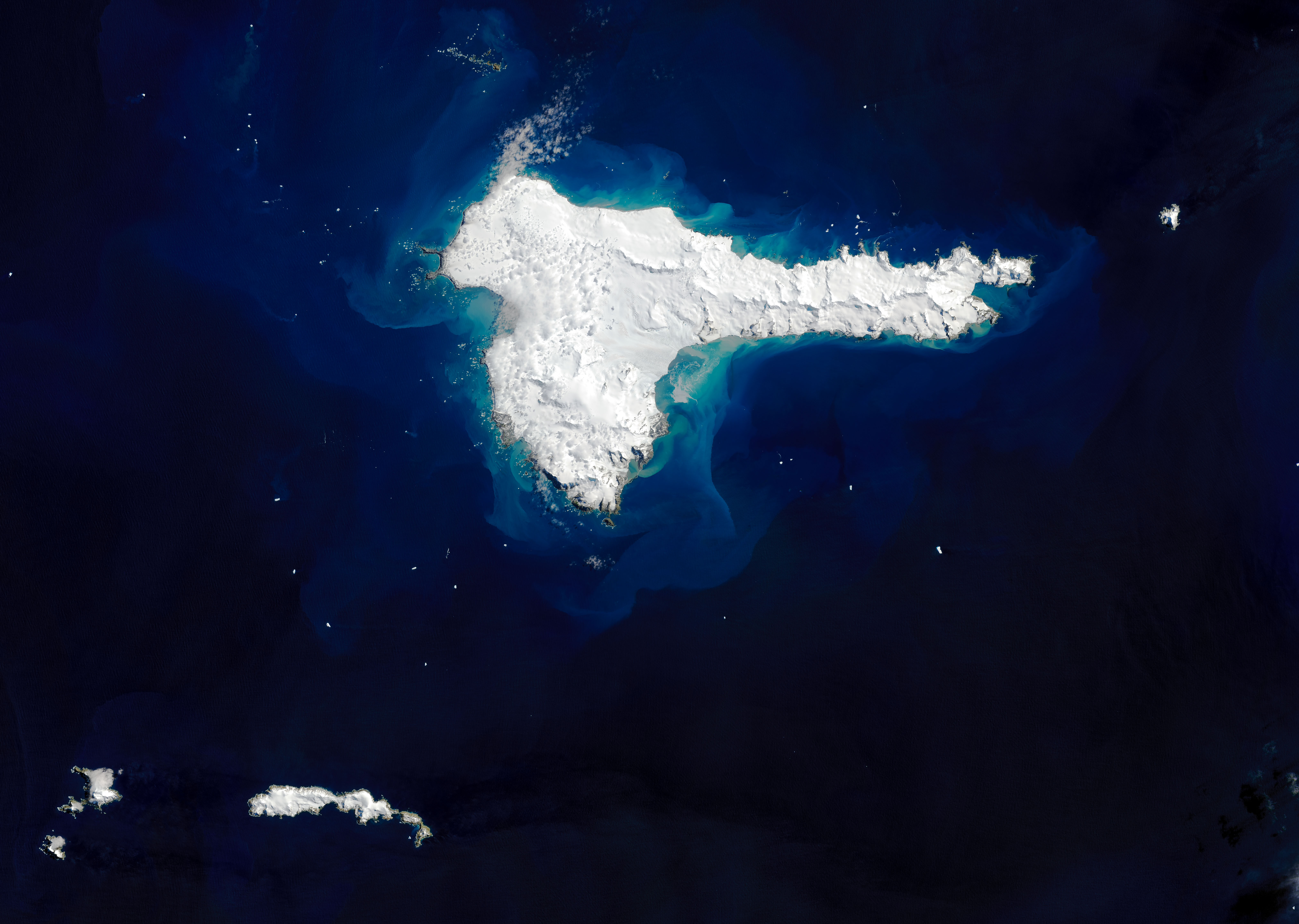
Photographie satellite de l'île

### Sources et bibliographie
- (en) Antarctica Sydney, Reader's Digest, 1985
- (en) Jack Child, Antarctica and South American Geopolitics : Frozen Lebensraum, New York, Praeger Publishers, 1988
- (en) Chris Furse, Elephant Island - An Antarctic Expedition Shrewsbury, Anthony Nelson Ltd,  (ISBN 0-904614-02-6)
- (en) Luis Mericq, Antarctica : Chile's Claim, Washington, National Defense University, 1987
- (en) Oscar Pinochet de la Barra, La Antarctica Chilena, Santiago, Editorial Andrés Bello, 1976
- (en) Andrew Stewart, Antarctica: An Encyclopedia, Londres, McFarland and Co., 1990 (2 volumes)
- (en) Frank Worsley, Shackleton's Boat Journey W.W. Norton & Co., 1933